# Can Recoder
Can Recoder és una masia amb elements gòtics i renaixentistes de Vilassar de Dalt (Maresme) protegida com a bé cultural d'interès local.

## Descripció
Edifici civil, aquesta masia forma part del conjunt d'edificis de la Plaça Major de la Vila.
Està formada per una planta baixa, un pis, i unes golfes de considerable alçada i coberta per una teulada de dues vessants i el carener perpendicular a la façana.
Destaquen les espitlleres situades sota els ampits de les finestres de les golfes, així com una capelleta a la part dreta de la finestra principal.
La planta baixa té els murs perpendiculars a la façana i un de travesser; el primer pis té sortida al pla del jardí. De dins, l'escala que comença als baixos continua fins a arribar a les golfes, connectant els pisos.
El celler, a la planta baixa i excavat al terreny, està cobert amb grans arcades de maó vist.
L'estil arquitectònic és molt adient al segle xvii, la qual cosa es confirma gràcies a una inscripció que hi ha sobre la finestra lateral, on diu "1561-1622".

## Història
Es en aquesta casa on visqué l'alcalde Pere Villa i Teià (1828-1917). La casa conté alguns mobles de qualitat.